# Miguel de la Grúa Talamanca
Miguel de la Grúa Talamanca de Carini y Branciforte, 1.er Marqués de Branciforte (Palermo, Sicilia, ca 1750 – Marsella, 1 de junio de 1812) fue un militar español, 53.º virrey de la Nueva España y presidente de la Junta Superior de Real Hacienda. 
Es recordado como el virrey más corrupto de la Nueva España, y su designación se considera el inicio de la decadencia del virreinato. Fue el único virrey de origen no español.

## Ascensos en su carrera
Hijo de Vincenzo Maria (1718-1787), quinto príncipe de Carini, duque de Villanova, duque de Grotte, marqués de Ragalmici y señor de Terrasini, pretor de Palermo en 1771, 1772 y 1773, gobernador del Monte di Pietà de Palermo en 1765, 1766 y 1767 y por Lucrezia Branciforte.
Como segundo hijo, de la Grúa se embarcó en una carrera militar en la corte española, siendo el Rey de Sicilia también Rey de España.
Miguel de la Grúa fue capitán general de los ejércitos de España y grande de España. Tras su llegada a la Nueva España fue nombrado caballero de la Orden del Toisón de Oro y caballero de la Orden de Santiago y de la Orden de Carlos III.
De la Grúa era protegido del todopoderoso ministro Manuel Godoy y se casó en Madrid el 15 de agosto de 1790 con la hermana de Godoy, María Antonia de Godoy y Álvarez de Faría de los Ríos y Sánchez-Zarzosa (Badajoz - Génova, 25 de julio de 1836), 21.ª dama noble de la Orden de las Damas Nobles de la Reina María Luisa. Su hija Carlota de la Grúa-Talamanca de Carini y Godoy, Branciforte y Álvarez de Faria, fue nombrada 268.ª noble dama de la Orden de las Damas Nobles de la Reina María Luisa. Fue enviado por Godoy a ejercer el gobierno de la Nueva España el 26 de marzo de 1794.

## Gobierno de la Nueva España
Llegó a Veracruz el 15 de junio de 1794 y tomó posesión del gobierno en la Ciudad de México el 12 de julio de 1794.
Se dice que, como agente del corrupto primer ministro, de la Grúa estaba principalmente interesado por obtener dinero para Godoy y para él mismo. Utilizando la guerra entre España y la Francia Revolucionaria, confiscó todas las propiedades de los residentes franceses en la Nueva España y la Luisiana; vendió dichas propiedades y se quedó con una parte. Confiscó un burdel en la ciudad de Veracruz y lo usó para sí mismo.
De hecho se comenta que retuvo para sí una parte de todo lo que pasaba por sus manos. Vendió cargos y rangos militares. En contraposición con su predecesor, el Segundo Conde de Revillagigedo, quien es considerado uno de los mejores virreyes que hubo en la Nueva España, el marqués de Branciforte fue uno de los peores por su corrupción e ineptitud.
El 12 de diciembre de 1794, fray Servando Teresa de Mier pronunció un célebre e irrespetuoso sermón en la Colegiata de Guadalupe, por el que fue deportado a España, donde inició una serie de notables aventuras.
El 27 de abril de 1795 dio inicio el primer curso de mineralogía en la Nueva España bajo la dirección de Andrés Manuel del Río.
En julio de 1795, Godoy hizo las paces con Francia, pero los residentes franceses en la Nueva España continuaron siendo sospechosos a los ojos del gobierno. La Corona también ordenó incrementar la vigilancia con respecto a los ciudadanos de los Estados Unidos de América, no debido a ninguna sospecha de intereses expansionistas, sino porque eran considerados revolucionarios, junto con los franceses.
Durante su gobierno la Inquisición se preocupó menos de herejes y protestantes y más de suprimir las políticas revolucionarias y otras ideas de los franceses. El 9 de agosto de 1795 se llevó a cabo un auto de fe. Uno de los condenados era Esteban Morel, un hombre de ciencias francés, profesor de medicina y colaborador en La Gaceta de México; fue formalmente acusado de herejía, deísmo y materialismo. El mismo tribunal procesó a Juan Lauset y otros franceses, acusándoles de haber expresado sentimientos antiespañoles.
El gobierno de Miguel de la Grúa inició negociaciones con la joven república estadounidense para establecer los límites entre los dos países. Un sacerdote peruano residente en la Nueva España, Melchor de Talamantes (1765-1809), encabezó la comisión por parte novohispana.

### Corrupción
Cuando España, ahora en paz con Francia, declaró la guerra a la Gran Bretaña el 5 de octubre de 1797, de la Grúa confiscó las propiedades de los británicos residentes en el virreinato para su propio beneficio. Acuarteló las tropas del ejército virreinal en las ciudades de Córdoba, Xalapa y Orizaba, estableciendo la capital del virreinato en esta última ciudad entre 1797 y 1798 en espera de un ataque al puerto de Veracruz por parte de la marina inglesa.

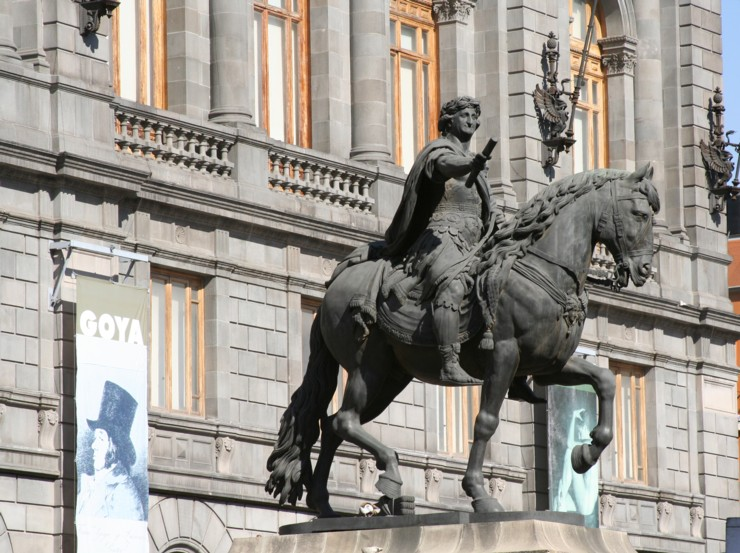
La estatua ecuestre de Carlos IV, vista hacia el oriente de la calle Tacuba.

Para halagar al rey Carlos IV y a Godoy, el virrey comisionó al arquitecto y escultor español Manuel Tolsá (1757-1816) que construyera una estatua ecuestre del monarca. La primera piedra en el pedestal fue colocada el 18 de julio de 1796 y la estatua fue completada en 1803. Esta estatua, conocida como El Caballito, continúa siendo un referente en la Ciudad de México.
El Ayuntamiento de la Ciudad de México acusó al virrey de corrupción, concretamente por gastar vastas sumas del erario público en proyectos de poca monta. El virrey prevaleció y el Ayuntamiento tuvo que pagar los gastos.
Nuevamente abierta la guerra con Francia, el virrey de la Grúa intentó levantar nuevos regimientos en las provincias, con la esperanza de amasar una fortuna mediante la venta de puestos militares. Sin embargo, sus malos manejos habían sido ahora suficientemente probados ante la Corte.
Fue depuesto en 1798 y Miguel José de Azanza fue nombrado en su lugar. Tras ello, Miguel de la Grúa regresó a España, concediéndole Carlos IV la Grandeza de España, y en 1805, fue designado consejero de Estado, aunque durante la Guerra de la Independencia fue afrancesado, siendo partidario del rey José I Bonaparte.

#### Libros
- García Puron, Manuel, "México y sus gobernantes", v. 1. México: Joaquín Porrua, 1984.
- Orozco L., Fernando, "Fechas Históricas de México". México: Panorama Editorial, 1988, ISBN 968-38-0046-7.
- Orozco Linares, Fernando, "Gobernantes de México". México: Panorama Editorial, 1985, ISBN 968-38-0260-5.
- Afonso, Domingos de Araújo y Valdez, Rui Dique Travassos. "Livro de Oiro da Nobreza" (3 Volumes), Volume 1, p. 491-8, Lisboa, 1938.